# Brian Lumley

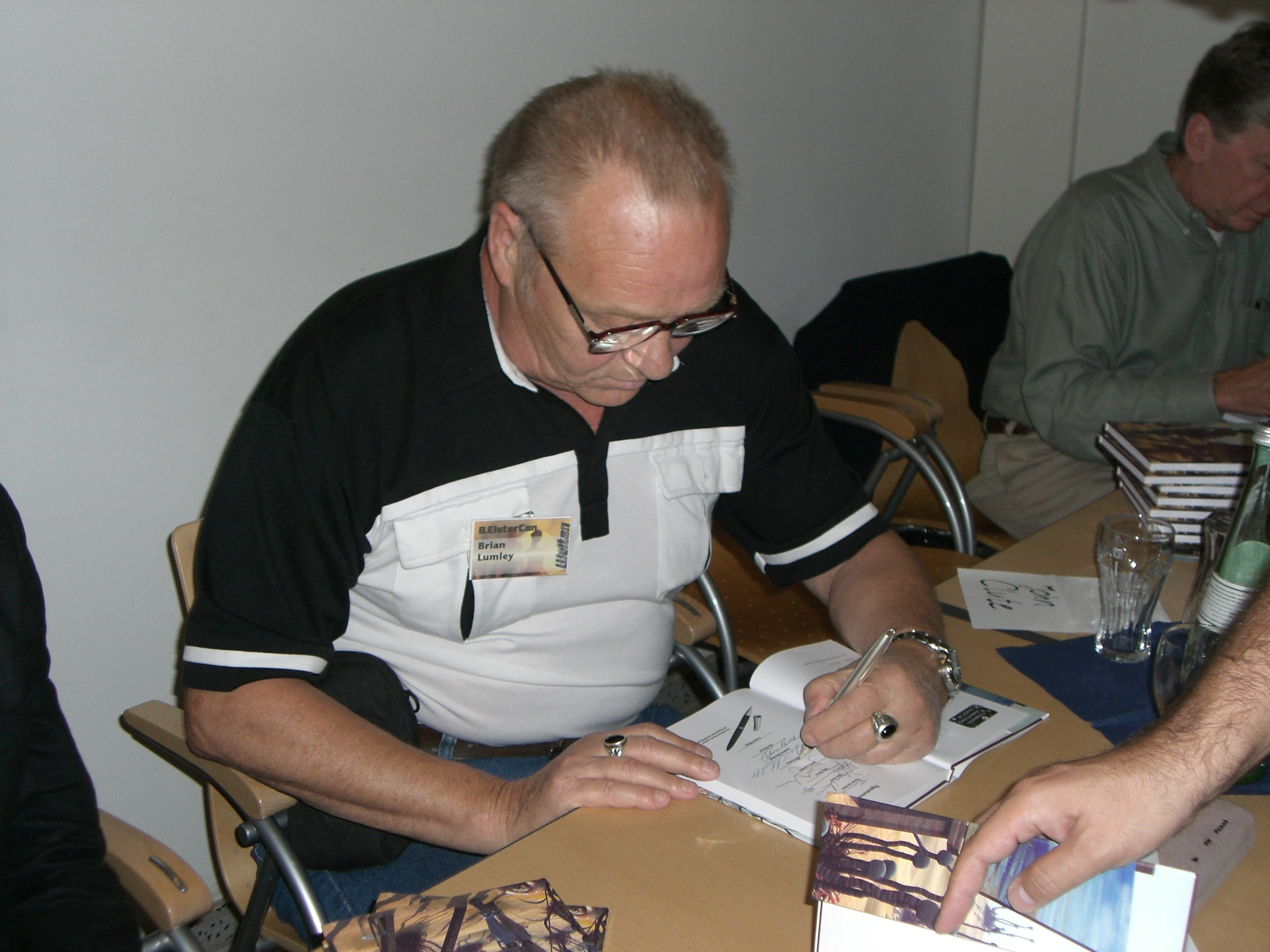
Brian Lumley auf der Elstercon 2006

Brian Lumley (* 2. Dezember 1937 in Horden, County Durham; † 2. Januar 2024) war ein britischer Autor von Horrorliteratur.

## Leben
Lumley wurde im Nordosten Englands geboren. Er ging zur britischen Armee, wo er während seiner knappen Freizeit erste Geschichten verfasste. Später wurde er beruflicher Schriftsteller. Von 1996 bis 1997 war er Präsident der Horror Writers Association (HWA). 1989 erhielt er den British Fantasy Award für die Kurzgeschichte Fruiting Bodies. 2010 bekam er den World Fantasy Award für sein Lebenswerk. Er starb im Januar 2024.
Er fügte dem von H. P. Lovecraft ins Leben gerufenen Cthulhu-Mythos weitere Erzählungen hinzu, darunter Titus Crow.

## Werke
- die Necroscope Vampir-Reihe,
- die Titus Crow Cthulhu-Mythos Romane
  - The Burrowers Beneath (1974, ISBN 0-312-86867-7)
dt.: Die Herrschaft der Monster (Pabel Verlag 1975, OCLC 74265242) oder Sie lauern in der Tiefe (Festa 2004, ISBN 3-935822-95-2)
  - The Transition of Titus Crow (1975, ISBN 0-312-86299-7) dt.: Die Herrscher in der Tiefe (Bastei Lübbe 1979, ISBN 3-404-01257-7)
  - The Clock of Dreams (1978, ISBN 0-312-86868-5)
  - Spawn of the Winds (1978, ISBN 0-515-04571-3)
  - In the Moons of Borea (1979, ISBN 0-312-86866-9)
  - Elysia (1989, ISBN 0-932445-32-2)
- The Lost Years,
- die Trilogie E-Branch,
- die Dreamland-Saga
- sowie die Anthologie Harry Keogh and Other Weird Heroes.